# Vuelta a España 2004
La Vuelta a España 2004, cinquantanovesima edizione della corsa, si svolse in ventuno tappe dal 4 al 26 settembre 2004, per un percorso totale di 3 030,5 km. Fu vinta dallo spagnolo Roberto Heras che terminò la gara in 77h42'46".

## Tappe
| Tappa  | Data         | Percorso                                      | km      | Vincitore di tappa                | Leader cl. generale |
| ------ | ------------ | --------------------------------------------- | ------- | --------------------------------- | ------------------- |
| 1ª     | 4 settembre  | León (cron. a squadre)                        | 28      | US Postal Service p/b Berry Floor | Floyd Landis        |
| 2ª     | 5 settembre  | León > Burgos                                 | 207     | Alessandro Petacchi               | Max van Heeswijk    |
| 3ª     | 6 settembre  | Burgos > Soria                                | 156     | Alejandro Valverde                | Benoît Joachim      |
| 4ª     | 7 settembre  | Soria > Saragozza                             | 167     | Alessandro Petacchi               | Benoît Joachim      |
| 5ª     | 8 settembre  | Saragozza > Morella                           | 186,5   | Denis Men'šov                     | Manuel Beltrán      |
| 6ª     | 9 settembre  | Benicarló > Castellón de la Plana             | 157     | Óscar Freire                      | Manuel Beltrán      |
| 7ª     | 10 settembre | Castellón de la Plana > Valencia              | 170     | Alessandro Petacchi               | Manuel Beltrán      |
| 8ª     | 11 settembre | Almusafes > Almusafes (cron. individuale)     | 40,1    | Tyler Hamilton                    | Floyd Landis        |
| 9ª     | 12 settembre | Játiva > Alto de Aitana                       | 162     | Leonardo Piepoli                  | Floyd Landis        |
| 10ª    | 13 settembre | Alcoy > Xorret de Catí                        | 174,2   | Eladio Jiménez                    | Floyd Landis        |
| 11ª    | 14 settembre | San Vicente del Raspeig > Caravaca de la Cruz | 165     | David Zabriskie                   | Floyd Landis        |
| 12ª    | 16 settembre | Almería > Calar Alto                          | 145     | Roberto Heras                     | Roberto Heras       |
| 13ª    | 17 settembre | El Ejido > Malaga                             | 172     | Alessandro Petacchi               | Roberto Heras       |
| 14ª    | 18 settembre | Malaga > Granada                              | 167     | Santiago Pérez                    | Roberto Heras       |
| 15ª    | 19 settembre | Granada > Sierra Nevada (cron. individuale)   | 29,6    | Santiago Pérez                    | Roberto Heras       |
| 16ª    | 21 settembre | Olivenza > Cáceres                            | 190,1   | José Cayetano Julià               | Roberto Heras       |
| 17ª    | 22 settembre | Plasencia > La Covatilla                      | 170     | Félix Cárdenas                    | Roberto Heras       |
| 18ª    | 23 settembre | Béjar > Avila                                 | 196     | Javier Pascual Rodríguez          | Roberto Heras       |
| 19ª    | 24 settembre | Avila > Collado Villalba                      | 142     | Constantino Zaballa               | Roberto Heras       |
| 20ª    | 25 settembre | La Vega de Alcobendas > Puerto de Navacerrada | 178     | José Enrique Gutiérrez            | Roberto Heras       |
| 21ª    | 26 settembre | Madrid > Madrid (cron. individuale)           | 28      | Santiago Pérez                    | Roberto Heras       |
| Totale | Totale       | Totale                                        | 3 030,5 |                                   |                     |

## Squadre e corridori partecipanti
Le 21 squadre partecipanti alla gara furono:
| N.      | Cod. | Squadra                    |
| ------- | ---- | -------------------------- |
| 1-9     | LST  | Liberty Seguros            |
| 11-19   | KEL  | Comunidad Valenciana-Kelme |
| 21-29   | A2R  | AG2R Prévoyance            |
| 31-39   | ALS  | Alessio-Bianchi            |
| 41-49   | BAQ  | Café Baqué                 |
| 51-59   | COF  | Cofidis                    |
| 61-69   | EUS  | Euskaltel-Euskadi          |
| 71-79   | FAS  | Fassa Bortolo              |
| 81-89   | IBB  | Illes Balears-Banesto      |
| 91-99   | LAM  | Lampre-Daikin              |
| 101-109 | ALM  | Costa de Almería-Paternina |

| N.      | Cod. | Squadra                            |
| ------- | ---- | ---------------------------------- |
| 111-119 | PHO  | Phonak Hearing Systems             |
| 121-129 | QSD  | Quick Step-Davitamon               |
| 131-139 | RAB  | Rabobank                           |
| 141-149 | REB  | Relax-Bodysol                      |
| 151-159 | SAE  | Saeco Macchine per Caffè           |
| 161-169 | SDV  | Saunier Duval-Prodir               |
| 171-179 | CSC  | Team CSC                           |
| 181-189 | TMO  | T-Mobile Team                      |
| 191-199 | USP  | US Postal Service p/b Berry Floor  |
| 201-209 | VIN  | Vini Caldirola-Nobili Rubinetterie |

## Dettagli tappa per tappa

### 1ª tappa
- 4 settembre: León – cronometro a squadre – 28 km

Risultati
| Pos. | Squadra                           | Tempo  |
| ---- | --------------------------------- | ------ |
| 1    | US Postal Service p/b Berry Floor | 30'45" |
| 2    | T-Mobile Team                     | a 31"  |
| 3    | Illes Balears-Banesto             | a 56"  |

| Pos. | Corridore        | Squadra   | Tempo  |
| ---- | ---------------- | --------- | ------ |
| 1    | Floyd Landis     | US Postal | 30'45" |
| SQ   | Michael Barry    | US Postal | s.t.   |
| 3    | Víctor Hugo Peña | US Postal | s.t.   |

### 2ª tappa
- 5 settembre: León > Burgos – 207 km

Risultati
| Pos. | Corridore           | Squadra       | Tempo    |
| ---- | ------------------- | ------------- | -------- |
| 1    | Alessandro Petacchi | Fassa Bortolo | 5h02'05" |
| 2    | Erik Zabel          | T-Mobile      | s.t.     |
| 3    | Óscar Freire        | Rabobank      | s.t.     |

| Pos. | Corridore        | Squadra   | Tempo    |
| ---- | ---------------- | --------- | -------- |
| 1    | Max van Heeswijk | US Postal | 5h32'44" |
| 2    | Benoît Joachim   | US Postal | a 2"     |
| 3    | Floyd Landis     | US Postal | a 6"     |

### 3ª tappa
- 6 settembre: Burgos > Soria – 157 km

Risultati
| Pos. | Corridore          | Squadra       | Tempo    |
| ---- | ------------------ | ------------- | -------- |
| 1    | Alejandro Valverde | C. Valenciana | 3h43'17" |
| 2    | Stuart O'Grady     | Cofidis       | s.t.     |
| 3    | Denis Men'šov      | Illes Balears | s.t.     |

| Pos. | Corridore        | Squadra   | Tempo    |
| ---- | ---------------- | --------- | -------- |
| 1    | Benoît Joachim   | US Postal | 9h16'00" |
| 2    | Max van Heeswijk | US Postal | a 16"    |
| 3    | Floyd Landis     | US Postal | a 22"    |

### 4ª tappa
- 7 settembre: Soria > Saragozza – 167 km

Risultati
| Pos. | Corridore           | Squadra       | Tempo    |
| ---- | ------------------- | ------------- | -------- |
| 1    | Alessandro Petacchi | Fassa Bortolo | 4h23'01" |
| 2    | Erik Zabel          | T-Mobile      | s.t.     |
| 3    | Óscar Freire        | Rabobank      | s.t.     |

| Pos. | Corridore        | Squadra   | Tempo     |
| ---- | ---------------- | --------- | --------- |
| 1    | Benoît Joachim   | US Postal | 13h38'59" |
| 2    | Max van Heeswijk | US Postal | a 18"     |
| 3    | Manuel Beltrán   | US Postal | a 24"     |

### 5ª tappa
- 8 settembre: Saragozza > Morella - 186,5 km

Risultati
| Pos. | Corridore          | Squadra       | Tempo    |
| ---- | ------------------ | ------------- | -------- |
| 1    | Denis Men'šov      | Illes Balears | 5h07'44" |
| 2    | Aitor González     | Fassa Bortolo | a 3"     |
| 3    | Alejandro Valverde | C. Valenciana | s.t.     |

| Pos. | Corridore      | Squadra       | Tempo     |
| ---- | -------------- | ------------- | --------- |
| 1    | Manuel Beltrán | US Postal     | 18h47'16" |
| 2    | Floyd Landis   | US Postal     | s.t.      |
| 3    | Denis Men'šov  | Illes Balears | a 4"      |

### 6ª tappa
- 9 settembre: Benicarló > Castellón de la Plana - 157 km

Risultati
| Pos. | Corridore      | Squadra  | Tempo    |
| ---- | -------------- | -------- | -------- |
| 1    | Óscar Freire   | Rabobank | 3h48'23" |
| 2    | Erik Zabel     | T-Mobile | s.t.     |
| 3    | Stuart O'Grady | Cofidis  | s.t.     |

| Pos. | Corridore      | Squadra       | Tempo     |
| ---- | -------------- | ------------- | --------- |
| 1    | Manuel Beltrán | US Postal     | 22h35'39" |
| 2    | Floyd Landis   | US Postal     | s.t.      |
| 3    | Denis Men'šov  | Illes Balears | a 4"      |

### 7ª tappa
- 10 settembre: Castellón de la Plana > Valencia – 165 km

Risultati
| Pos. | Corridore           | Squadra       | Tempo    |
| ---- | ------------------- | ------------- | -------- |
| 1    | Alessandro Petacchi | Fassa Bortolo | 3h53'04" |
| 2    | Erik Zabel          | T-Mobile      | s.t.     |
| 3    | Óscar Freire        | Rabobank      | s.t.     |

| Pos. | Corridore      | Squadra       | Tempo     |
| ---- | -------------- | ------------- | --------- |
| 1    | Manuel Beltrán | US Postal     | 26h28'43" |
| 2    | Floyd Landis   | US Postal     | s.t.      |
| 3    | Denis Men'šov  | Illes Balears | a 4"      |

### 8ª tappa
- 11 settembre: Factoría FORD > Factoría FORD – Cronometro individuale – 40,1 km

Risultati
| Pos. | Corridore        | Squadra   | Tempo  |
| ---- | ---------------- | --------- | ------ |
| 1    | Tyler Hamilton   | Phonak    | 47'16" |
| 2    | Víctor Hugo Peña | US Postal | s.t.   |
| 3    | Floyd Landis     | US Postal | s.t.   |

| Pos. | Corridore      | Squadra   | Tempo     |
| ---- | -------------- | --------- | --------- |
| 1    | Floyd Landis   | US Postal | 27h16'17" |
| 2    | Manuel Beltrán | US Postal | a 10"     |
| 3    | Tyler Hamilton | Phonak    | a 32"     |

### 9ª tappa
- 12 settembre: Játiva > Alto de Aitana - 170 km

Risultati
| Pos. | Corridore        | Squadra       | Tempo    |
| ---- | ---------------- | ------------- | -------- |
| 1    | Leonardo Piepoli | Saunier Duval | 4h29'36" |
| 2    | Roberto Heras    | Liberty Seg.  | a 4"     |
| 3    | Isidro Nozal     | Liberty Seg.  | a 10"    |

| Pos. | Corridore         | Squadra       | Tempo     |
| ---- | ----------------- | ------------- | --------- |
| 1    | Floyd Landis      | US Postal     | 31h46'48" |
| 2    | Manuel Beltrán    | US Postal     | a 33"     |
| 3    | Francisco Mancebo | Illes Balears | a 38"     |

### 10ª tappa
- 13 settembre: Alcoy > Xorret de Catí – 174,5 km

Risultati
| Pos. | Corridore      | Squadra       | Tempo    |
| ---- | -------------- | ------------- | -------- |
| 1    | Eladio Jiménez | C. Valenciana | 4h31'57" |
| 2    | Stuart O'Grady | Cofidis       | a 32"    |
| 3    | Óscar Freire   | Rabobank      | a 48"    |

| Pos. | Corridore          | Squadra       | Tempo     |
| ---- | ------------------ | ------------- | --------- |
| 1    | Floyd Landis       | US Postal     | 36h23'51" |
| 2    | Alejandro Valverde | C. Valenciana | a 9"      |
| 3    | Francisco Mancebo  | Illes Balears | a 29"     |

### 11ª tappa
- 14 settembre: San Vicente del Raspeig > Caravaca de la Cruz – 165 km

Risultati
| Pos. | Corridore           | Squadra       | Tempo    |
| ---- | ------------------- | ------------- | -------- |
| 1    | David Zabriskie     | US Postal     | 4h05'31" |
| 2    | Alessandro Petacchi | Fassa Bortolo | a 1'11"  |
| 3    | Stuart O'Grady      | Cofidis       | s.t.     |

| Pos. | Corridore          | Squadra       | Tempo     |
| ---- | ------------------ | ------------- | --------- |
| 1    | Floyd Landis       | US Postal     | 40h30'33" |
| 2    | Alejandro Valverde | C. Valenciana | a 9"      |
| 3    | Francisco Mancebo  | Illes Balears | a 29"     |

### 12ª tappa
- 16 settembre: Almería > Observatorio Meteorológico de Calar Alto – 145 km

Risultati
| Pos. | Corridore         | Squadra       | Tempo    |
| ---- | ----------------- | ------------- | -------- |
| 1    | Roberto Heras     | Liberty Seg.  | 4h19'30" |
| 2    | Santiago Pérez    | Phonak        | a 34"    |
| 3    | Francisco Mancebo | Illes Balears | a 53"    |

| Pos. | Corridore          | Squadra       | Tempo     |
| ---- | ------------------ | ------------- | --------- |
| 1    | Roberto Heras      | Liberty Seg.  | 44h50'50" |
| 2    | Francisco Mancebo  | Illes Balears | a 35"     |
| 3    | Alejandro Valverde | C. Valenciana | a 49"     |

### 13ª tappa
- 17 settembre: El Ejido > Malaga – 172 km

Risultati
| Pos. | Corridore           | Squadra       | Tempo    |
| ---- | ------------------- | ------------- | -------- |
| 1    | Alessandro Petacchi | Fassa Bortolo | 4h01'55" |
| 2    | Erik Zabel          | T-Mobile      | s.t.     |
| 3    | Pedro Horrillo      | Quick Step    | s.t.     |

| Pos. | Corridore          | Squadra       | Tempo     |
| ---- | ------------------ | ------------- | --------- |
| 1    | Roberto Heras      | Liberty Seg.  | 48h52'45" |
| 2    | Francisco Mancebo  | Illes Balears | a 35"     |
| 3    | Alejandro Valverde | C. Valenciana | a 49"     |

### 14ª tappa
- 18 settembre: Malaga > Granada – 167 km

Risultati
| Pos. | Corridore          | Squadra       | Tempo    |
| ---- | ------------------ | ------------- | -------- |
| 1    | Santiago Pérez     | Phonak        | 4h06'34" |
| 2    | Alejandro Valverde | C. Valenciana | a 46"    |
| 3    | Luis Pérez         | Cofidis       | s.t.     |

| Pos. | Corridore          | Squadra       | Tempo     |
| ---- | ------------------ | ------------- | --------- |
| 1    | Roberto Heras      | Liberty Seg.  | 53h00'05" |
| 2    | Francisco Mancebo  | Illes Balears | a 35"     |
| 3    | Alejandro Valverde | Kelme         | a 49"     |

### 15ª tappa
- 19 settembre: Granada > Sierra Nevada – Cronometro individuale – 29,6 km

Risultati
| Pos. | Corridore          | Squadra       | Tempo    |
| ---- | ------------------ | ------------- | -------- |
| 1    | Santiago Pérez     | Phonak        | 1h02'29" |
| 2    | Alejandro Valverde | C. Valenciana | a 1'07"  |
| 3    | Roberto Heras      | Liberty Seg.  | a 1'51"  |

| Pos. | Corridore          | Squadra       | Tempo     |
| ---- | ------------------ | ------------- | --------- |
| 1    | Roberto Heras      | Liberty Seg.  | 54h04'25" |
| 2    | Alejandro Valverde | C. Valenciana | a 5"      |
| 3    | Santiago Pérez     | Phonak        | a 1'45"   |

### 16ª tappa
- 21 settembre: Olivenza > Cáceres – 190,1 km

Risultati
| Pos. | Corridore      | Squadra       | Tempo    |
| ---- | -------------- | ------------- | -------- |
| 1    | José Julià     | C. Valenciana | 4h19'23" |
| 2    | Tadej Valjavec | Phonak        | a 12"    |
| 3    | Danilo Di Luca | Saeco         | a 35"    |

| Pos. | Corridore          | Squadra       | Tempo     |
| ---- | ------------------ | ------------- | --------- |
| 1    | Roberto Heras      | Liberty Seg.  | 58h35'32" |
| 2    | Alejandro Valverde | C. Valenciana | a 5"      |
| 3    | Santiago Pérez     | Phonak        | a 1'45"   |

### 17ª tappa
- 22 settembre: Plasencia > Estación de Esquí La Covatilla – 170 km

Risultati
| Pos. | Corridore      | Squadra      | Tempo    |
| ---- | -------------- | ------------ | -------- |
| 1    | Félix Cárdenas | Café Baqué   | 4h52'08" |
| 2    | Santiago Pérez | Phonak       | a 29"    |
| 3    | Roberto Heras  | Liberty Seg. | a 1'01"  |

| Pos. | Corridore          | Squadra       | Tempo     |
| ---- | ------------------ | ------------- | --------- |
| 1    | Roberto Heras      | Liberty Seg.  | 63h28'41" |
| 2    | Santiago Pérez     | Phonak        | a 1'13"   |
| 3    | Alejandro Valverde | C. Valenciana | a 2'15"   |

### 18ª tappa
- 23 settembre: Béjar > Avila – 196 km

Risultati
| Pos. | Corridore                | Squadra       | Tempo    |
| ---- | ------------------------ | ------------- | -------- |
| 1    | Javier Pascual Rodríguez | C. Valenciana | 5h02'59" |
| 2    | Iván Parra               | Café Baqué    | s.t.     |
| 3    | Joan Horrach             | Illes Balears | a 19"    |

| Pos. | Corridore          | Squadra       | Tempo     |
| ---- | ------------------ | ------------- | --------- |
| 1    | Roberto Heras      | Liberty Seg.  | 68h33'04" |
| 2    | Santiago Pérez     | Phonak        | a 1'13"   |
| 3    | Alejandro Valverde | C. Valenciana | a 2'15"   |

### 19ª tappa
- 24 settembre: Avila > Collado Villalba – 142 km

Risultati
| Pos. | Corridore           | Squadra         | Tempo    |
| ---- | ------------------- | --------------- | -------- |
| 1    | Constantino Zaballa | Saunier Duval   | 3h33'32" |
| 2    | Ruslan Ivanov       | Alessio-Bianchi | a 1'23"  |
| 3    | Damiano Cunego      | Saeco           | s.t.     |

| Pos. | Corridore          | Squadra       | Tempo     |
| ---- | ------------------ | ------------- | --------- |
| 1    | Roberto Heras      | Liberty Seg.  | 72h13'01" |
| 2    | Santiago Pérez     | Phonak        | a 1'13"   |
| 3    | Alejandro Valverde | C. Valenciana | a 2'15"   |

### 20ª tappa
- 25 settembre: La Vega de Alcobendas > Puerto de Navacerrada – 178 km

Risultati
| Pos. | Corridore              | Squadra       | Tempo    |
| ---- | ---------------------- | ------------- | -------- |
| 1    | José Enrique Gutiérrez | Phonak        | 4h52'20" |
| 2    | Eladio Jiménez         | C. Valenciana | a 38"    |
| 3    | David Latasa           | C. Valenciana | a 1'25"  |

| Pos. | Corridore         | Squadra       | Tempo     |
| ---- | ----------------- | ------------- | --------- |
| 1    | Roberto Heras     | Liberty Seg.  | 77h07'28" |
| 2    | Santiago Pérez    | Phonak        | a 43"     |
| 3    | Francisco Mancebo | Illes Balears | a 2'19"   |

### 21ª tappa
- 26 settembre: Madrid > Madrid – Cronometro individuale - 28,2 km

Risultati
| Pos. | Corridore         | Squadra       | Tempo  |
| ---- | ----------------- | ------------- | ------ |
| 1    | Santiago Pérez    | Phonak        | 35'05" |
| 2    | Francisco Mancebo | Illes Balears | a 7"   |
| 3    | Carlos Sastre     | Team CSC      | a 8"   |

| Pos. | Corridore         | Squadra       | Tempo     |
| ---- | ----------------- | ------------- | --------- |
| 1    | Roberto Heras     | Liberty Seg.  | 77h42'46" |
| 2    | Santiago Pérez    | Phonak        | a 30"     |
| 3    | Francisco Mancebo | Illes Balears | a 2'13"   |

## Evoluzione delle classifiche
| Tappa              | Vincitore                         | Classifica generale Maglia oro | Classifica a punti Maglia azzurra | Classifica scalatori Maglia verde | Classifica combinata Maglia bianca | Classifica a squadre              |
| ------------------ | --------------------------------- | ------------------------------ | --------------------------------- | --------------------------------- | ---------------------------------- | --------------------------------- |
| 1ª                 | US Postal Service p/b Berry Floor | Floyd Landis                   | Floyd Landis                      | Floyd Landis                      | Floyd Landis                       | US Postal Service p/b Berry Floor |
| 2ª                 | Alessandro Petacchi               | Max van Heeswijk               | Erik Zabel                        | Floyd Landis                      | Floyd Landis                       | US Postal Service p/b Berry Floor |
| 3ª                 | Alejandro Valverde                | Benoît Joachim                 | Stuart O'Grady                    | Floyd Landis                      | Floyd Landis                       | US Postal Service p/b Berry Floor |
| 4ª                 | Alessandro Petacchi               | Benoît Joachim                 | Erik Zabel                        | Floyd Landis                      | Floyd Landis                       | US Postal Service p/b Berry Floor |
| 5ª                 | Denis Men'šov                     | Manuel Beltrán                 | Stuart O'Grady                    | Juan Manuel Gárate                | Floyd Landis                       | US Postal Service p/b Berry Floor |
| 6ª                 | Óscar Freire                      | Manuel Beltrán                 | Stuart O'Grady                    | Francisco Mancebo                 | Manuel Beltrán                     | US Postal Service p/b Berry Floor |
| 7ª                 | Alessandro Petacchi               | Manuel Beltrán                 | Erik Zabel                        | Francisco Mancebo                 | Denis Men'šov                      | US Postal Service p/b Berry Floor |
| 8ª                 | Tyler Hamilton                    | Floyd Landis                   | Erik Zabel                        | Francisco Mancebo                 | Floyd Landis                       | US Postal Service p/b Berry Floor |
| 9ª                 | Leonardo Piepoli                  | Floyd Landis                   | Erik Zabel                        | David Fernández                   | Francisco Mancebo                  | US Postal Service p/b Berry Floor |
| 10ª                | Eladio Jiménez                    | Floyd Landis                   | Stuart O'Grady                    | José Miguel Elias                 | Francisco Mancebo                  | Comunidad Valenciana-Kelme        |
| 11ª                | David Zabriskie                   | Floyd Landis                   | Stuart O'Grady                    | José Miguel Elias                 | Alejandro Valverde                 | Comunidad Valenciana-Kelme        |
| 12ª                | Roberto Heras                     | Roberto Heras                  | Stuart O'Grady                    | Roberto Heras                     | Roberto Heras                      | Comunidad Valenciana-Kelme        |
| 13ª                | Alessandro Petacchi               | Roberto Heras                  | Erik Zabel                        | Roberto Heras                     | Roberto Heras                      | Comunidad Valenciana-Kelme        |
| 14ª                | Santiago Pérez                    | Roberto Heras                  | Erik Zabel                        | Roberto Heras                     | Roberto Heras                      | Comunidad Valenciana-Kelme        |
| 15ª                | Santiago Pérez                    | Roberto Heras                  | Erik Zabel                        | Roberto Heras                     | Roberto Heras                      | Comunidad Valenciana-Kelme        |
| 16ª                | José Cayetano Julià               | Roberto Heras                  | Erik Zabel                        | Roberto Heras                     | Roberto Heras                      | Comunidad Valenciana-Kelme        |
| 17ª                | Félix Cárdenas                    | Roberto Heras                  | Erik Zabel                        | Félix Cárdenas                    | Roberto Heras                      | Comunidad Valenciana-Kelme        |
| 18ª                | Javier Pascual Rodríguez          | Roberto Heras                  | Erik Zabel                        | Félix Cárdenas                    | Roberto Heras                      | Comunidad Valenciana-Kelme        |
| 19ª                | Constantino Zaballa               | Roberto Heras                  | Erik Zabel                        | Félix Cárdenas                    | Roberto Heras                      | Comunidad Valenciana-Kelme        |
| 20ª                | José Enrique Gutiérrez            | Roberto Heras                  | Erik Zabel                        | Félix Cárdenas                    | Roberto Heras                      | Comunidad Valenciana-Kelme        |
| 21ª                | Santiago Pérez                    | Roberto Heras                  | Erik Zabel                        | Félix Cárdenas                    | Roberto Heras                      | Comunidad Valenciana-Kelme        |
| Classifiche finali | Classifiche finali                | Roberto Heras                  | Erik Zabel                        | Félix Cárdenas                    | Roberto Heras                      | Comunidad Valenciana-Kelme        |

## Classifiche finali

### Classifica generale - Maglia oro
| Pos. | Corridore             | Squadra       | Tempo     |
| ---- | --------------------- | ------------- | --------- |
| 1    | Roberto Heras         | Liberty Seg.  | 77h42'46" |
| 2    | Santiago Pérez        | Phonak        | a 30"     |
| 3    | Francisco Mancebo     | Illes Balears | a 2'13"   |
| 4    | Alejandro Valverde    | C. Valenciana | a 3'33"   |
| 5    | Carlos García Quesada | C. Valenciana | a 7'44"   |
| 6    | Carlos Sastre         | Team CSC      | a 8'11"   |
| 7    | Isidro Nozal          | Liberty Seg.  | a 8'32"   |
| 8    | José Ángel Gómez M.   | Almería       | a 13'08"  |
| 9    | Luis Pérez            | Cofidis       | a 13'24"  |
| 10   | David Blanco          | C. Valenciana | a 15'15"  |

### Classifica a punti - Maglia azzurra
| Pos. | Corridore          | Squadra       | Punti |
| ---- | ------------------ | ------------- | ----- |
| 1    | Erik Zabel         | T-Mobile      | 152   |
| 2    | Alejandro Valverde | C. Valenciana | 144   |
| 3    | Roberto Heras      | Liberty Seg.  | 142   |
| 4    | Santiago Pérez     | Phonak        | 135   |
| 5    | Francisco Mancebo  | Illes Balears | 134   |

### Classifica scalatori - Maglia verde
| Pos. | Corridore         | Squadra       | Punti |
| ---- | ----------------- | ------------- | ----- |
| 1    | Félix Cárdenas    | Café Baqué    | 167   |
| 2    | Roberto Heras     | Liberty Seg.  | 111   |
| 3    | Eladio Jiménez    | C. Valenciana | 110   |
| 3    | Santiago Pérez    | Phonak        | 110   |
| 5    | Francisco Mancebo | Illes Balears | 92    |

### Classifica combinata - Maglia bianca
| Pos. | Corridore          | Squadra       | Punti |
| ---- | ------------------ | ------------- | ----- |
| 1    | Roberto Heras      | Liberty Seg.  | 6     |
| 2    | Santiago Pérez     | Phonak        | 9     |
| 3    | Francisco Mancebo  | Illes Balears | 13    |
| 3    | Alejandro Valverde | C. Valenciana | 13    |
| 5    | Isidro Nozal       | Liberty Seg.  | 27    |

### Classifica squadre
| Pos. | Squadra                    | Tempo      |
| ---- | -------------------------- | ---------- |
| 1    | Comunidad Valenciana-Kelme | 233h04'50" |
| 2    | Liberty Seguros            | a 27'22"   |
| 3    | Illes Balears-Banesto      | a 26'51"   |